# NGC 1418
NGC 1418 é uma galáxia espiral barrada (SBb) localizada na direcção da constelação de Eridanus. Possui uma declinação de -04° 43' 54" e uma ascensão recta de 3 horas, 42 minutos e 16,2 segundos.
A galáxia NGC 1418 foi descoberta em 5 de Outubro de 1785 por William Herschel.